# ホールマーク (グリーティングカードメーカー)
Hallmark Cards, Inc. （ホールマークまたはホールマークカーズ）は、ミズーリ州カンザスシティに拠点を置くアメリカ企業。ジョイス・ホールによって1910年に設立された、米国で最古であり最大のグリーティングカードメーカーである。日本法人は株式会社日本ホールマーク。

## 歴史
20世紀初頭、ポストカードの流行に後押しされ、のちにホールマークの創業者となる18歳の Joyce Clyde Hall（ジョイス・クライド・ホール / J.C.ホール）が、 ネブラスカからミズーリ州カンザスシティへと移る。列車から降り立った彼が腕に抱えていたのは、ポストカードの在庫の入ったたった2箱の靴箱と、大きな夢。YMCAの小さな一室で絵葉書のビジネスを始めた。J.C.ホールの兄弟、ローリーもカンザスシティに移り、2人で新たにホール・ブラザーズ社を創設。
1917年、クリスマスシーズンに単色の包装紙を使い果たしたことから、柄の入ったフランス製の封筒の裏地紙を販売したところ、大ヒット商品として評判に。その後ホール兄弟はオリジナルの包装紙を開発し、世界ではじめて「ラッピングペーパー」が発明された瞬間となった。
1928年、マーケティングの革新者でもあったJ.C.ホール。金細工職人が品質の証印として使用する「hallmark (ホールマーク）」という言葉に、「品質」の意味だけでなく、彼自身の名前も入っていることから興味をもち、この年から「Hallmark」のブランド名をカードの裏面に印刷する。広告もJ.C.ホール自らが手がけ、グリーティングカード業界で初めて米国全土へプロモーションを行った。
1935年、世界初の店頭ディスプレイ什器「アイビジョン」を開発。現在のカード売り場の原型が作られた。社員が休憩時間を取ることのできるアメリカ初の企業の一社となるなど、会社としての在り方も当時革新的なものであった。

### 日本での歴史
昭和40年代にはサンリオがライセンシーとしてメッセージカードの販売をしていた（サンリオグリーティング株式会社）。平成9年（1997年）11月 Hallmark Cards, Inc.（米国ホールマーク）の100％子会社として株式会社日本ホールマーク（Nihon Hallmark K.K.）が設立された。買収元となった商品開発の前身はÆsop（イソップ）というファンシー雑貨メーカーである。

## 製品

### 日本での製品展開
米国同様グリーティングカードを主軸として、日本の四季を重んじた時候の挨拶の習慣や手紙の文化に即した商品開発を行っている。
かつてはウェディング関連の席次表・ゲストブックなど紙小物を自作できるサービスも展開していた。
- グリーティングカード
  - バースデーカード
  - サンキューカード
  - 春柄カード
  - 母の日カード・父の日カード
  - サマーカード
  - 秋柄カード
  - クリスマスカード
- レター
  - 便箋
  - 封筒
  - はがき箋
  - 一筆箋
- ポストカード
  - サマーポストカード（暑中見舞い）
  - 年賀はがき
  - 寒中見舞いはがき
  - 引っ越し通知はがき
- 祝儀袋
- ステーショナリー
  - 付箋
  - シール・マスキングテープ
  - ノート
- 輸入雑貨
  - キャラクター雑貨
  - キープセーク・オーナメント
- 輸入グリーティングカード
  - Signature
  - Paper Wonder
  - good mail.

### 日本でのおもな製品シリーズ
- イケメン付箋
- 熱唱系アニマルズ
- ベアーズ・ウィッシュ
- レーザーギャラリー
- プレミアムレター

## ライセンス契約

### 日本でのライセンス契約
日本では以下のブランドとライセンス契約があり、それぞれのブランドやキャラクターの商品開発・販売が行われている。本社である米国ホールマークは特にPeanuts™ との歴史が長く60年以上に渡り深い関係にあり、Peanuts™のグリーティングカード製作権を持つメーカーは世界でホールマークのみである。
- ディズニー
  - ミッキー＆フレンズ
  - ディズニープリンセス
  - トイ・ストーリー
  - モンスターズ・インク
  - スター・ウォーズ（輸入雑貨のみ）
  - MARVEL スパイダーマン（輸入雑貨のみ）
- スヌーピー（Peanuts™）
- ムーミン
- アンパンマン

- ユニセフ（2023年1月をもって終了）
- ワーナー・ブラザース・ピクチャーズ
  - ハリー・ポッター（輸入雑貨のみ）
  - DC（輸入雑貨のみ）
- はらぺこあおむし
- UNIVERSAL
  - おさるのジョージ
  - ミニオンズ
  - ギャビーのドールハウス